# Tỉnh Basra
Tỉnh Basra (tiếng Ả Rập: محافظة البصرة‎ Muḥāfaẓa al-Baṣra) là một tỉnh ở miền nam Iraq trong khu vực bán đảo Ả Rập, giáp với Kuwait ở phía nam và Iran ở phía đông. Tỉnh lỵ là thành phố Basra nằm ở huyện Basrah. Các huyện khác của Basra bao gồm Al-Qurna, Al-Zubair, Al-Midaina, Shatt Al-Arab, Abu Al-Khaseeb và Al-Faw nằm trên Vịnh Ba Tư. Đây là tỉnh duy nhất của Iraq có đường bờ biển.

## Lịch sử
Năm 1920, sau sự thất bại của Đế quốc Ottoman trong Thế chiến thứ nhất, Vương quốc Anh tiếp quản các vilayet cũ của Ottoman là Basra, Baghdad và Mosul đã cùng nhau hình thành nên khu vực lịch sử Irak Arabi hoặc Irak Babeli, và gọi đây là Lãnh thổ ủy trị Lưỡng Hà thuộc Anh. Vương quốc Iraq đã kế tục Lãnh thổ ủy trị này vào năm 1932.
Người Shiite phải chịu đựng lâu dài và khó khăn dưới ách thống trị của Saddam. Tỉnh lỵ Basra đã phải chịu đựng đáng kể trong cuộc chiến kéo dài 8 năm với Iran và các cuộc oanh tạc của quân Đồng Minh và vào năm 1991 trong chiến tranh vùng Vịnh, tỉnh này đã mạo hiểm tiến hành dấy loạn sau khi Mỹ hứa viện trợ cho họ. Cuộc nổi dậy do những người lính giận dữ bắt đầu ở Basra mà theo truyền thuyết kể lại sau khi họ bắn vào một bức chân dung khổng lồ của Saddam Hussein. Sự ủng hộ của đám đông người dân trên đường phố theo sau, hô vang các khẩu hiệu, hành quyết nhóm đảng viên, nhà lãnh đạo và cảnh sát mật thuộc đảng Ba'ath, đồng thời phá hủy các bức tranh và tượng đài của Saddam Hussein. Những người tham gia đã mong đợi sự hỗ trợ từ quân đội Mỹ thế nhưng quân Đồng Minh vào thời điểm đó đã để cho tỉnh lỵ này bị chiếm đóng mặc dù Sư đoàn 24 Bộ binh đóng quân chỉ cách thành phố này có vài dặm. Tỉnh lỵ Basra không hoàn toàn khuất phục trước quân nổi dậy; một cuộc phản công của khoảng 6.000 người trung thành thuộc Vệ binh Cộng hòa chống lại 5.000 lính đào ngũ của quân đội Iraq. Sau khoảng ba ngày, Vệ binh Cộng hòa bắt đầu giành quyền kiểm soát, hủy diệt "mọi thứ trước mặt họ", giết chết nhiều kẻ nổi loạn trên đường phố và tiến hành xử tử hàng loạt trên các quảng trường công cộng.
Từ năm 2003, tỉnh này là một trong những trung tâm chiến tranh trong cuộc tiến công của liên quân Anh và Mỹ trong chiến tranh Iraq. Trận Basra diễn ra từ ngày 23 tháng 3 đến ngày 7 tháng 4 giữa binh lính Sư đoàn 1 Thiết giáp Anh dưới quyền Thiếu tướng Robin Brims và quân đội Iraq dưới quyền của Tướng Ali Hassan al-Majid (Ali Hóa học). Phần lớn trận chiến khốc liệt nhất trong cuộc chiến diễn ra trong tỉnh trong những tuần tiếp theo. Một số vụ bạo lực bùng phát giữa người Iraq thế tục và người Hồi giáo Shiite nổ ra vào mùa hè năm 2006, và vào tháng 9 năm 2007, quân Anh đã rút về Sân bay Basra và rút hoàn toàn khỏi thành phố này vào tháng 12 năm 2007. Theo gương của Khu tự trị người Kurd ở miền bắc Iraq, Basra đã đề xuất hợp nhất với các tỉnh Dhi Qar và Maysan khác thành một khu tự trị. Ngày 15 tháng 10 năm 2005, 691.024 người, khoảng 96,02%, đã bỏ phiếu cho hiến pháp mới.
Trong chiến tranh vùng Vịnh, một phần của Kuwait trở thành một phần của tỉnh Basrah và được đặt tên là Huyện Saddamiyat al-Mitla'.

## Chính quyền
- Tỉnh trưởng: Asaad Al Eidani
- Phó Tỉnh trưởng: Mohammed Tahir

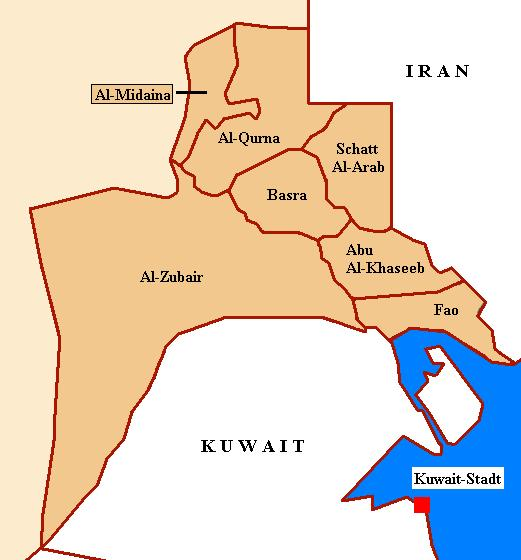
Các huyện của Tỉnh Basra

- Chủ tịch Hội đồng Tỉnh (PCC): Sabah Al Bazooni

## Huyện
- Abu Al-Khaseeb
- Basra
- Al-Faw
- Al-Midaina
- Al-Qurna
- Shatt Al-Arab
- Al-Zubair